# Плавовиці
Плавовиці (пол. Pławowice) — село в Польщі, у гміні Нове Бжесько Прошовицького повіту Малопольського воєводства.
Населення — 217 осіб (2011).
У 1975-1998 роках село належало до Краківського воєводства.

## Демографія
Демографічна структура станом на 31 березня 2011 року:
|          | Загалом | Допрацездатний вік | Працездатний вік | Постпрацездатний вік |
| -------- | ------- | ------------------ | ---------------- | -------------------- |
| Чоловіки | 100     | 21                 | 66               | 13                   |
| Жінки    | 117     | 18                 | 67               | 32                   |
| Разом    | 217     | 39                 | 133              | 45                   |